# Luis Calderón

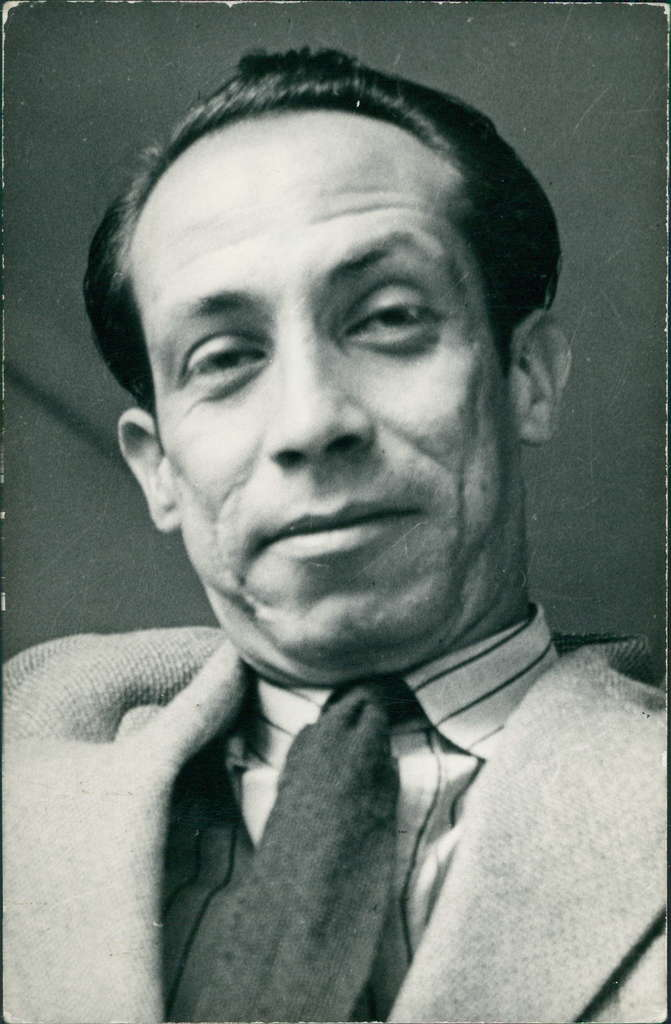

Luis Calderón Vega (Morelia, 27 februari 1911 - aldaar, 7 december 1989) was een Mexicaans politicus en schrijver.
Calderón was een prominent politicus in zijn thuisstaat Michoacán. In 1939 was hij een van de oprichters van de conservatieve Nationale Actiepartij (PAN), waarvoor hij meerdere keren in het Congres van de Unie werd gekozen. Zijn belangrijkste werken als schrijver waren La cuestión social (De sociale kwestie, 1934), Don Nadie (Heer Niemand, 1935), Los Siete Sabios de Mexico (De Zeven Wijzen van Mexico, 1950) en zijn driedelige Memorias del PAN (Herinneringen aan de PAN, 1976-1992). De meeste van zijn boeken handelden over politiek of religie.
In 1981 verliet hij de PAN, die naar zijn mening een te rechtse partij was geworden die zich slechts op de rijken richtte. Calderón was de vader van Felipe Calderón, van 1 december 2006 tot 30 november 2012 president van Mexico.
- Bibliothèque nationale de France: cb145149514 (data)
- International Standard Name Identifier: 0000 0000 3118 6064
- Library of Congress Control Number: n87112591
- Nederlandse Thesaurus van Auteursnamen: 180144464
- Système universitaire de documentation: 225435624
- Virtual International Authority File: 42073874
- WorldCat: E39PBJyrVCVGCW9kwWJPw9xVYP